# Kunstnernes Efterårsudstilling

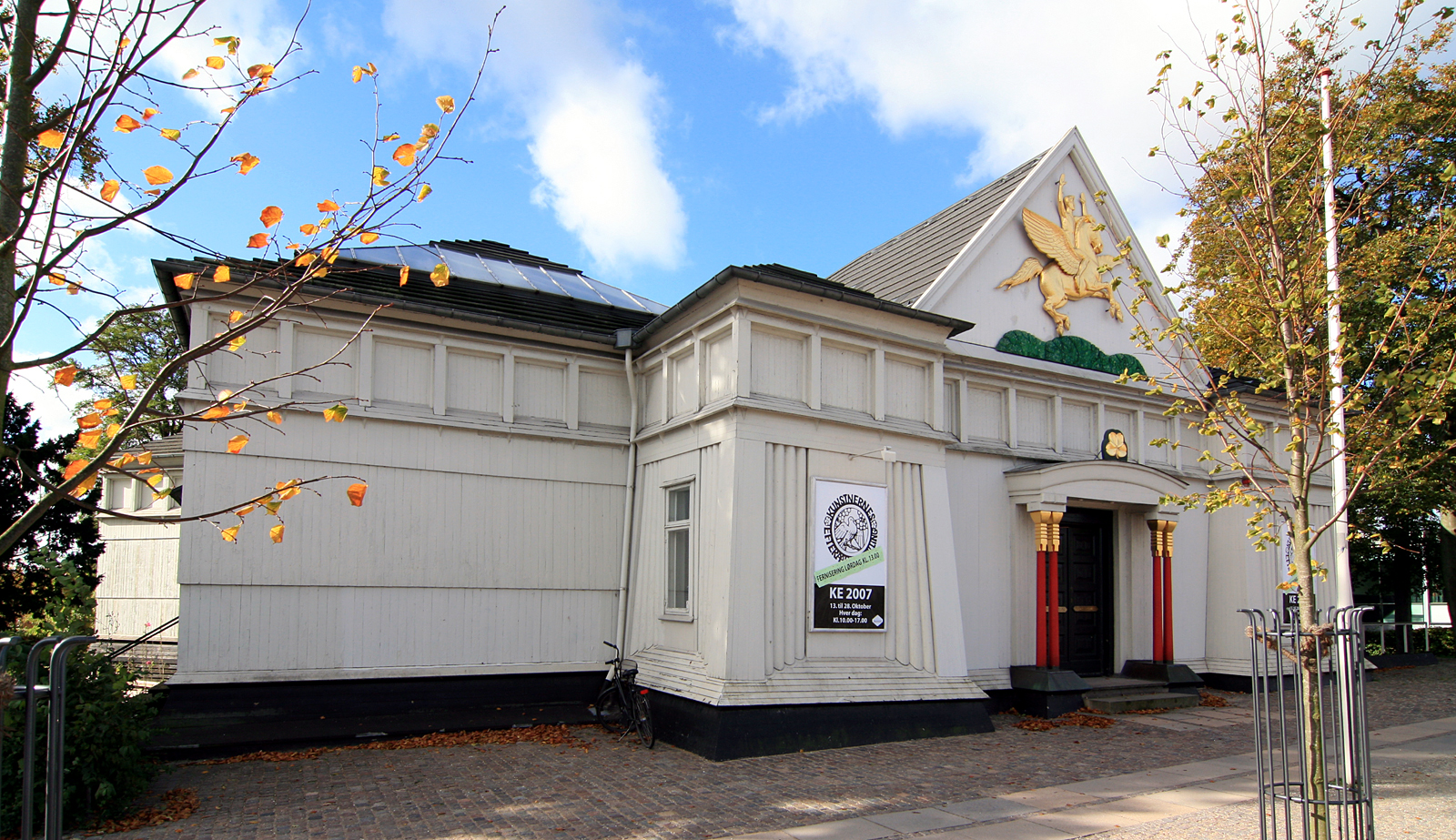
Kunstnernes Efterårsudstilling visas i Den Frie Udstillings byggnad på Oslo Plads i Østerbro

Kunstnernes Efterårsudstilling (KE, Kunstnernes Efteraarsudstilling) är en jurybedömd konstutställning i Köpenhamn som årligen sedan 1915 har visats på Den Frie Udstillings lokaler i Köpenhamn. 
Kunstnernes Efterårsudstilling startade som en vanlig försäljningsutställning 1900 och visades på Charlottenborg 1907-1914. Utställningen omformades 1915 till en jurybedömd utställning och flyttades till Den Frie Udstillings lokaler i Köpenhamn. Man arrangerar sedan 1947 även en Påskutställning i Århus och sedan 1973 en Sommarutställning i Tistrup.